# Josef Berger (Architekt)
Josef Berger (* 13. September 1898 in Wien; † 22. August 1989 in London) war ein österreichischer Architekt und Designer.

## Leben
Josef Berger war Jude und der Sohn eines Privatbeamten. Er studierte an der Technischen Hochschule Wien, unterbrochen durch den Kriegsdienst im Ersten Weltkrieg, bis 1921. Außerdem besuchte er kurze Zeit die Kunstgewerbeschule bei Oskar Strnad und war ein Schüler von Adolf Loos.
1921 gründete Berger gemeinsam mit seinem Studienkollegen Martin Ziegler ein Architekturbüro, in dem zeitweise auch sein Bruder Artur Berger mitwirkte. Mangels Architekturaufträgen befasste sich das Büro zunächst mit Möbelentwürfen und Inneneinrichtungen. Daraus entstanden 1923 die Bimini-Werkstätten, die Josef Berger mit seinem Bruder Arthur und seinem Schwager Fritz Lampl ins Leben rief. Mitte der 1920er Jahre gründete Berger mit seinem Bruder Arthur und Martin Ziegler den Bund junger österreichischer Architekten.
Ab 1926 konnte Berger für das Wohnbauprogramm der Gemeinde Wien einige Wohnhausanlagen errichten. Darüber hinaus entstanden lediglich kleinere Gebäude, unter anderen 1931 das Haus Hohenberg, Gaßmannstraße 39, Wien 12 als Wohnhaus für seine Schwester Fritzi Berger und ihren Ehemann Paul Hohenberg. Durch die immer schlechter werdende Auftragslage in der Heimat erhoffte sich Berger, der seit 1922 mit der Kunstgewerblerin Margarete Hamerschlag verheiratet war, bessere Möglichkeiten in der Emigration. Das Ehepaar Berger wanderte 1934 unter dem Eindruck des Dollfuß-Mordes nach Palästina aus. Dort arbeitete er mit Tibor Schön zusammen, allerdings wiederum ohne beruflichen Erfolg. Daher wanderte Berger 1937 nach London aus, wo er eine Zweigstelle des Architekturbüros Berger & Ziegler gründete. 1939 folgte ihm Ziegler nach London. Mit dem ebenfalls nach London ausgewanderten Fritz Lampl führte er die Bimini Werkstätten unter dem Namen Orplid Glass weiter.
Erst nachdem Josef Berger 1940 ein halbes Jahr auf der Isle of Man interniert worden war und im gleichen Jahr sein Londoner Architekturbüro infolge eines Bombentreffers zerstört wurde (was Martin Ziegler zur Auswanderung nach Amerika veranlasste), gelang es Berger doch noch in London Fuß zu fassen. Er wurde Mitarbeiter des London Country Council und realisierte bis zu seiner Pensionierung 1963 Wohn- und Schulbauten.
Berger war von 1938 bis 1945 Mitglied des „Bundes Deutsche Erneuerung“ des Otto Straßer in England, eine ständisch-abendländisch ausgelegte Vereinigung.

## Leistung
Die Gemeindebauten Bergers in Wien unterscheiden sich von den meisten zeitgleichen kommunalen Wohnhausanlagen durch den Verzicht auf dekorative Elemente. Seine Bauten sind sachlich und funktionalistisch und beruhen auf kubischen Prinzipien. Auch seine Villenbauten folgen diesem internationalen Stil durch ihre Verwendung schmuckloser kubischer Elemente. Innerhalb der Bürogemeinschaft mit Martin Ziegler und seinem Bruder gilt Josef Berger als die tonangebende und gestalterische Kraft. Er veröffentlichte auch Beiträge in Fachzeitschriften, sowohl zum aktuellen Baugeschehen als auch zur Frage zeitgemäßer Interieurs.

## Werke

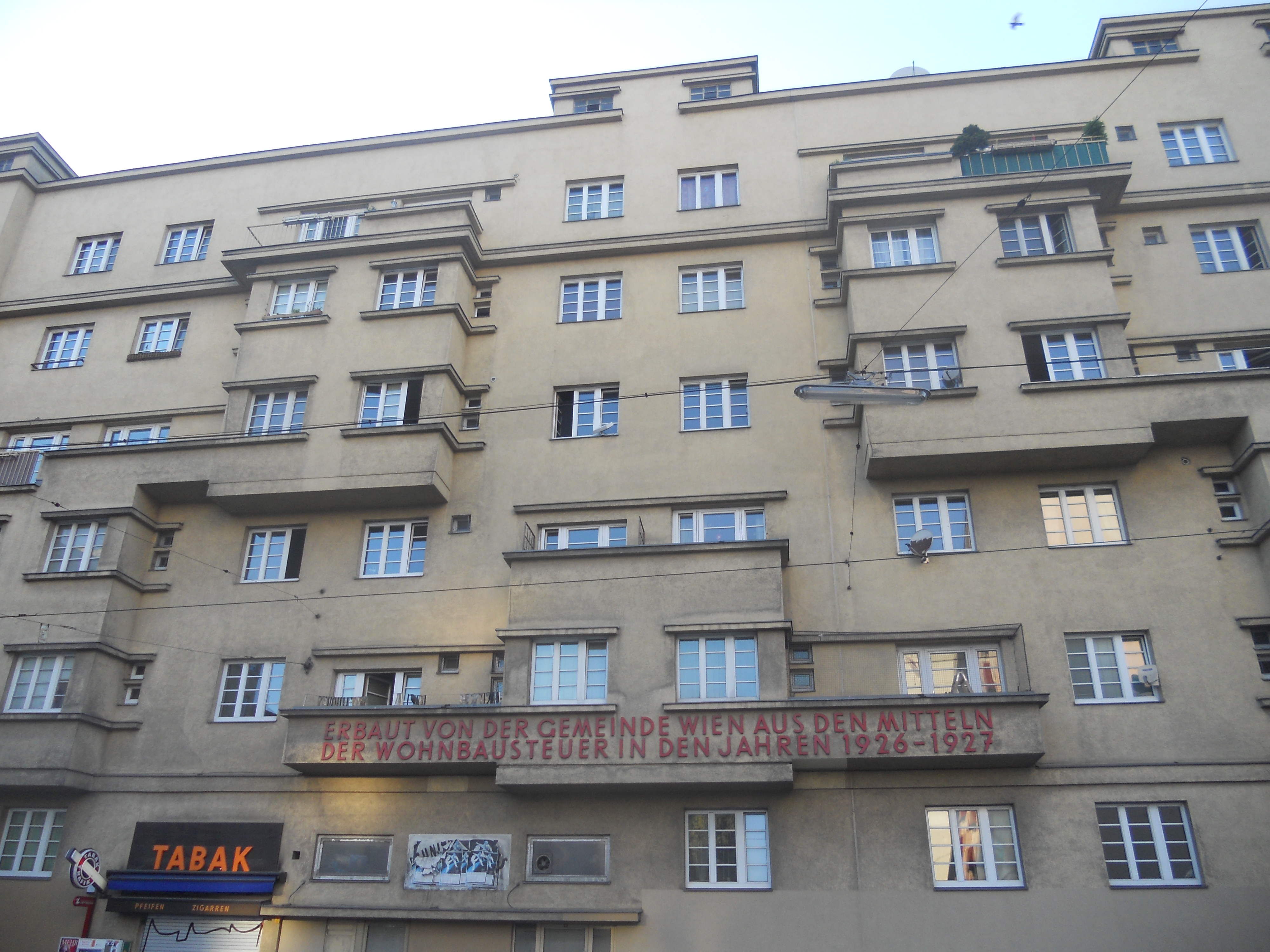
Wohnhausanlage Ludwig-Koeßler-Platz 3

- Wohnhausanlage der Gemeinde Wien, Ludwig-Koeßler-Platz 3, Wien 3 (1926–1928), gemeinsam mit Arthur Berger und Martin Ziegler
- Wohnhaus, Altmannsdorfer Straße, Wien 12 (1926), gemeinsam mit Martin Ziegler
- Wohnhausanlage der Gemeinde Wien, Hernalser Gürtel 26, Wien 9 (1929), gemeinsam mit Arthur Berger und Martin Ziegler
- Wohnhausanlage der Gemeinde Wien, Schrankenberggasse 22, Wien 10 (1929), gemeinsam mit Arthur Berger
- Villa Paul und Fritzi Hohenberg, Gaßmannstraße 39, Wien 12 (1931), gemeinsam mit Martin Ziegler
- Haus Freiberger, Geylinggasse 8, Wien 13 (1931), gemeinsam mit Martin Ziegler
- Grassinger Hof, Wohnhausanlage der Gemeinde Wien, Walkürengasse 12, Wien 15 (1932–1933), gemeinsam mit Arthur Berger und Martin Ziegler
- Haus Dr. Schur, Formanekgasse 32, Wien 19 (1933), gemeinsam mit Martin Ziegler
- Haus A. G., Schreiberweg 79, Wien 19 (1934), gemeinsam mit Martin Ziegler
- Schule Woodberry Down, London (1949–1950)

## Notizen
1. ↑  1922 als „konfessionslos“ ausgewiesen, nach KIT, Klassen
2. ↑  elib.uni-stuttgart.de Iris Meder: Offene Welten, Die Wiener Schule im Einfamilienhausbau 1910–1938, Diss., Institut für Kunstgeschichte der Universität Stuttgart, 2004, S. 600, 601, zuletzt abgerufen am 22. Januar 2022.
3. ↑  KIT, Klassen

| Personendaten    | Personendaten                           |
| ---------------- | --------------------------------------- |
| NAME             | Berger, Josef                           |
| KURZBESCHREIBUNG | österreichischer Architekt und Designer |
| GEBURTSDATUM     | 13. September 1898                      |
| GEBURTSORT       | Wien                                    |
| STERBEDATUM      | 22. August 1989                         |
| STERBEORT        | London                                  |